# 吴南轩
吴南轩（1893年—1980年11月9日），原名冕，字南轩，以字行，江苏省儀徵縣人，心理学家，畢業於揚州府中學堂、私立復旦大學預科、加利福尼亞大學。曾任国立清华大学校长、国立复旦大学校长、國立英士大學首任校長、監察院監察委員。

## 生平

### 求學經歷
吳南軒毕业于扬州府中学堂。
1916年辞去仪征县东区新城小学校长，继续求学。1919年，畢業於复旦大学预科。其後赴美國加利福尼亚大学留学，1923年获教育心理学硕士，1929年获教育学博士。

### 任職經歷
1912年，任仪征县东区新城小学教员，後升為校长。1916年為求學辞去仪征县东区新城小学校长。
1931年3月21日，受中華民國教育部之令出任国立清华大学校长。数月后，因任用私人、不承认教授会选举院长管理等，引发师生「驱吴」风潮。5月29日，其携印离校，在北平使馆区利通饭店设立临时办事处，断绝学校资金。9月26日，被迫辞职。
1936年5月7日，受中華民國國民政府之令任陸軍步兵中尉。
1942年7月6日，受中華民國教育部之令出任国立复旦大学校长。1943年2月19日，調任国立英士大学校长。1943年5月25日，辭任国立英士大学校长。1943年6月12日，受中華民國國民政府之令任监察院监察委员。1949年，随中華民國撤退至臺灣。1950年受聘美国麻省国际学院教授，又在伊利诺斯国际大学长期讲学。
1966年，任國立政治大学文学院院长，1975年退休。1980年11月9日在臺北辭世，年86歲，11月16日安葬於陽明山第一公墓。